# Valeriana zapotecana
Valeriana zapotecana är en kaprifolväxtart som beskrevs av Barrie. Valeriana zapotecana ingår i släktet vänderötter, och familjen kaprifolväxter. Inga underarter finns listade i Catalogue of Life.